# Крила Рад (футбольний клуб, Москва)
Футбольний клуб «Крила Рад» (Москва) або просто «Крила Рад» (рос. Футбольный клуб Крылья Советов (Москва)) — російський футбольний клуб з міста Москва.

## Історія
Заснований в 1934 році, взяв участь в першому радянському футбольному чемпіонаті 1936 року, беручи участь в єдиному весняному турнірі групі Г. Наступного року клуб також брав участь в розіграші, в 1938 року внаслідок створення єдиного вищого футбольного дивізіону чемпіонату СРСР виступав уже в класі А, проте посів 25-те місце та вилетів до класу Б. Однак й там надовго не затримався. В 1939 році став переможцем класу Б й сезон 1940 року знову розпочав у вищому дивізіоні радянського футболу.
В 1941 році відбулася реорганізація московських профспілкових футбольних команд, в ході якої «Локомотив», «Металург», «Торпедо» та «Крилья Совєтов» були об'єднані в два клуби «Профспілки-1» та «Профспілки-2». Але після початку раднясько-німецької війни футбольні змагання в СРСР були призупинені, тому клуб в цей період не зіграв жодного офіційного матчу. Після завершення війни ці союзи були розформовані, відновився національний чемпіонат, в якому «Крила Рад» знову продовжили свої витупи. Саме в 1946 році команда досягла найбільшого успіху в своїй історії, посіла високе 7-ме місце чемпіонату СРСР. У кубку СРСР найкращими результатами клубу став вихід до 1/4 фіналу турніру в 1944 та 1946 роках. 
16 вересня 1948 року керівники ЦР товариства «Крила Рад» прийшли до висновку, що два клуби вищого дивізіону для їх товариства утримувати занадто тяжко, і з двох команд Куйбишева і Москви вирішили зберегти лише одну. У матчі другого кола в Москві одноклубники з'ясовували, кому з них доведеться зійти зі сцени по ходу зустрічі. Москвичі вели в рахунку 1:0, але гол куйбишевця Петра Бурмістрова «поховав» надії господарів поля. Оскільки в першому колі вдома волжани здобули перемогу з рахунком 1:0, право представляти «Крила Рад» у вищому дивізіоні отримали вони. Московські «Крилья Совєтов» були розформовані і припинили своє існування ще за 4 роки до знаменитого розгону ЦБРА.
Після 1948 року команда не брала участі в жодних футбольних змаганнях, допоки в 1967 році знову не відновив свої виступи, цього разу в третьому дивізіоні радянського чемпіонату, Класі Б. В цьому турнірі він продовжував свої виступи до 1969 року. Після цього клуб бідьше не виступав на професійному рівні радянських футбольних змагань.
Футболісти команди, які в елітній радянській лізі провели найбільше матчів:
| М  | Гравець           | Ігри |
|    |                   |      |
| 1. | Олександр Ільїчев | 98   |
| 2. | Володимир Єгоров  | 87   |
| 3. | Георгій Мазанов   | 77   |
| 4. | Віктор Карелін    | 75   |
| 5. | Микола Котов      | 66   |
| 6. | Петро Архаров     | 65   |
| 6. | Борис Запрягаєв   | 65   |
| 8. | Микола Чернов     | 64   |
| 9. | Сергій Коршунов   | 56   |

| М   | Гравець          | Ігри |
|     |                  |      |
| 10. | Микита Симонян   | 52   |
| 11. | Андрій Ржевцев   | 49   |
| 12. | Матвій Єнушков   | 48   |
| 12. | Руперто Сагасті  | 48   |
| 14. | Ігор Горшков     | 45   |
| 15. | Семен Беляков    | 43   |
| 16. | Микола Олексіїв  | 39   |
| 17. | Петро Дементьєв  | 38   |
| 18. | Володимир Сучков | 33   |

Під час виступів за «Крила Рад» або інші команди, звання «Заслужений майстер спорту» отримали Петро Дементьєв, Василь Соколов, Володимир Єгоров, Августін Гомес, Микита Симонян, Віктор Новіков, Борис Запрягаєв (хокей із шайбою) і тренер Абрам Дангулов. Звання «Заслужений тренер СРСР» — Олександр Севідов, «Заслужений тренер УРСР» — Віктор Федоров.
В 2000 році клуб було відроджено й він розпочав виступати в аматорській першості Росії, а з 2001 року — в Аматорській лізі Росії.

## Досягнення
- Вища ліга чемпіонату СРСР
  - 7-ме місце (1): 1946

- Кубок СРСР
  - 1/4 фіналу (2) 1944, 1946

## Статистика виступів

### СРСР
| Рік          | Змагання                  | Місце     | Іг.       | В         | Н         | П         | М         | Тренер        | Примітки  |
| ------------ | ------------------------- | --------- | --------- | --------- | --------- | --------- | --------- | ------------- | --------- |
| 1936 (весна) | Група «Г»                 | 2         | 4         | 2         | 1         | 1         | 5-4       |               |           |
| 1936 (осінь) | Виключена                 | Виключена | Виключена | Виключена | Виключена | Виключена | Виключена | Виключена     | Виключена |
| 1937         | Група «Г»                 | 3         | 11        | 6         | 3         | 2         | 28-19     |               |           |
| 1938         | Група «А»                 | 25        | 25        | 4         | 7         | 14        | 28-56     | Сотников А.Н. |           |
| 1939         | Група «Б»                 | 1         | 22        | 17        | 2         | 3         | 52-19     | Гольдін М. І. |           |
| 1940         | Група «А»                 | 9         | 24        | 6         | 7         | 11        | 26-34     | Гольдін М. І. |           |
| 1945         | Перша група               | 8         | 22        | 6         | 6         | 10        | 23-48     | А.Х.Дангулов  |           |
| 1946         | Перша група               | 7         | 22        | 5         | 8         | 9         | 14-24     | А.Х.Дангулов  |           |
| 1947         | Перша група               | 11        | 24        | 6         | 6         | 12        | 22-37     | А.Х.Дангулов  |           |
| 1948         | Перша група               | 14        | 26        | 5         | 5         | 16        | 32-60     | А.Х.Дангулов  |           |
| 1967         | Клас «Б», 7-ма зона РРФСР | 7         | 22        | 7         | 7         | 8         | 22-21     |               |           |
| 1968         | Клас «Б», 7-ма зона РРФСР | 6         | 15        | 8         | 3         | 4         | 27-19     |               |           |
| 1969         | Клас «Б», 7-ма зона РРФСР | 4         | 38        | 22        | 5         | 11        | 92-39     |               |           |

### СРСР. Крилья Совєтов-3
| Рік  | Змагання                  | Місце | Іг. | В | Н | П | М     | Тренер | Примітки |
| ---- | ------------------------- | ----- | --- | - | - | - | ----- | ------ | -------- |
| 1967 | Клас «Б», 7-ма зона РРФСР | 6     | 22  | 8 | 7 | 7 | 28-19 |        |          |
| 1968 | Клас «Б», 7-ма зона РРФСР | 1     | 15  | 9 | 5 | 1 | 24-10 |        |          |
| 1968 | Клас «Б», Півфінал V      | 3     | 35  | 1 | 0 | 2 | 4-8   |        |          |

### Виступи у Кубку СРСР
| Розіграш | Стадія | Дата       | Місце матчу      | Суперник                      | Рахунок                                                   | Глядачів |
| -------- | ------ | ---------- | ---------------- | ----------------------------- | --------------------------------------------------------- | -------- |
| 1936     | 1/32   | 24.07.1936 | Орджонікідзеград | Дзержинець (Орджонікідзеград) | 2:3 [Архівовано 15 березня 2016 у Wayback Machine.]       |          |
| 1937     | 1/64   | 24.05.1937 | Москва           | Локомотив (Київ)              | 3:0 [Архівовано 4 березня 2016 у Wayback Machine.]        |          |
| 1937     | 1/32   | 30.05.1937 | Харків           | Сталінець (Харків)            | 5:1 [Архівовано 4 березня 2016 у Wayback Machine.]        | 7'000    |
| 1937     | 1/16   | 05.06.1937 | Москва           | Дзержинець (Ворошиловград)    | 3:0 [Архівовано 7 березня 2016 у Wayback Machine.]        | 7'000    |
| 1937     | 1/8    | 12.06.1937 | Одеса            | Динамо (Одеса)                | 0:4 [Архівовано 4 березня 2016 у Wayback Machine.]        | 25'000   |
| 1938     | 1/32   | 05.08.1938 | Ленінград        | Динамо (Ленінград)            | 1:2 [Архівовано 7 березня 2016 у Wayback Machine.]        |          |
| 1939     | 1/32   | 30.07.1939 | Москва           | Динамо (Харків)               | 0:7 [Архівовано 22 березня 2016 у Wayback Machine.]       |          |
| 1944     | 1/8    | 30.07.1944 | Іваново          | Динамо (Іваново)              | 6:0 [Архівовано 22 березня 2016 у Wayback Machine.]       |          |
| 1944     | 1/4    | 12.08.1944 | Москва           | Торпедо (Москва)              | 1:2 [Архівовано 20 грудня 2016 у Wayback Machine.]        |          |
| 1945     | 1/16   | 17.09.1945 | Москва           | Крила Рад (Куйбишев)          | 3:1 [Архівовано 20 грудня 2016 у Wayback Machine.]        |          |
| 1945     | 1/8    | 30.09.1945 | Москва           | ЦБЧА (Москва)                 | 1:5 [Архівовано 20 грудня 2016 у Wayback Machine.]        |          |
| 1946     | 1/8    | 09.10.1946 | Москва           | Трактор (Сталінець)           | 2:1 [Архівовано 20 грудня 2016 у Wayback Machine.]        | 15'000   |
| 1946     | 1/4    | 13.10.1946 | Москва           | Динамо (Київ)                 | 1:2 (д.ч.) [Архівовано 20 грудня 2016 у Wayback Machine.] |          |
| 1947     | 1/8    | 07.07.1947 | Москва           | Динамо (Ленінград)            | 0:2 [Архівовано 20 грудня 2016 у Wayback Machine.]        | 15'000   |
| 1948     | 1/8    | 28.09.1948 | Москва           | Локомотив (Харків)            | 0:1 [Архівовано 20 грудня 2016 у Wayback Machine.]        | 6'000    |

### Аматорська футбольна ліга Росії
| Рік  | Змагання                              | Місце | Іг.                   | В                     | Н                     | П                     | М                     | Тренер | Примітки                |
| ---- | ------------------------------------- | ----- | --------------------- | --------------------- | --------------------- | --------------------- | --------------------- | ------ | ----------------------- |
| 2000 | КФК, Центр, Москва                    | 5     |                       |                       |                       |                       |                       |        |                         |
| 2001 | КФК, Центр, Москва                    | 2     |                       |                       |                       |                       |                       |        |                         |
| 2002 | ЛФЛ, Центр, Москва                    | 4     | 40                    | 26                    | 5                     | 9                     | 118-55                |        |                         |
| 2003 | ЛФЛ, Центр, Москва                    | 2     | 36                    | 26                    | 5                     | 5                     | 131-54                |        |                         |
| 2004 | ЛФЛ, Москва                           | 3     | 28                    | 20                    | 1                     | 7                     | 82-39                 |        |                         |
| 2005 | ЛФЛ, Москва                           | 4     | 24                    | 15                    | 3                     | 6                     | 66-36                 |        |                         |
| 2007 | ЛФЛ, Москва, дивізіон Б               | 4     | 24                    | 17                    | 2                     | 5                     | 97-40                 |        |                         |
| 2009 | ЛФЛ, Москва, дивізіон Б               | 2     | 22                    | 15                    | 4                     | 3                     | 63-29                 |        |                         |
| 2010 | ЛФЛ, Москва, дивізіон Б               | 7     | 22                    | 10                    | 2                     | 10                    | 36-36                 |        |                         |
| 2013 | Москва, дивізіон Б (чемпіонат Москви) | 8     | 22                    | 10                    | 3                     | 9                     | 67-58                 |        |                         |
| 2014 | Москва, дивізіон Б (чемпіонат Москви) | 7     | 26                    | 14                    | 5                     | 7                     | 66-43                 |        |                         |
| 2015 | Москва, дивізіон Б (чемпіонат Москви) | 5     | 22                    | 13                    | 0                     | 9                     | 61-35                 |        |                         |
| 2016 | Третій дивізіон, Москва               | 19    | 28                    | 2                     | 4                     | 22                    | 31-136                |        |                         |
| 2017 | Третій дивізіон, Москва               | —     | знявся після 13 турів | знявся після 13 турів | знявся після 13 турів | знявся після 13 турів | знявся після 13 турів |        | припинення фінансування |
| 2020 | Москва, дивізіон Б (чемпіонат Москви) | 8     | 18                    | 4                     | 2                     | 12                    | 27-69                 |        | «Крила Рад-Альянс»      |
| 2021 | Москва, дивізіон Б (чемпіонат Москви) | 7     | 28                    | 14                    | 2                     | 12                    | 51-30                 |        |                         |
| 2022 | Москва, дивізіон Б (чемпіонат Москви) | 4     | 24                    | 14                    | 3                     | 7                     | 52-26                 |        |                         |